# Sejm Czterech Ziem

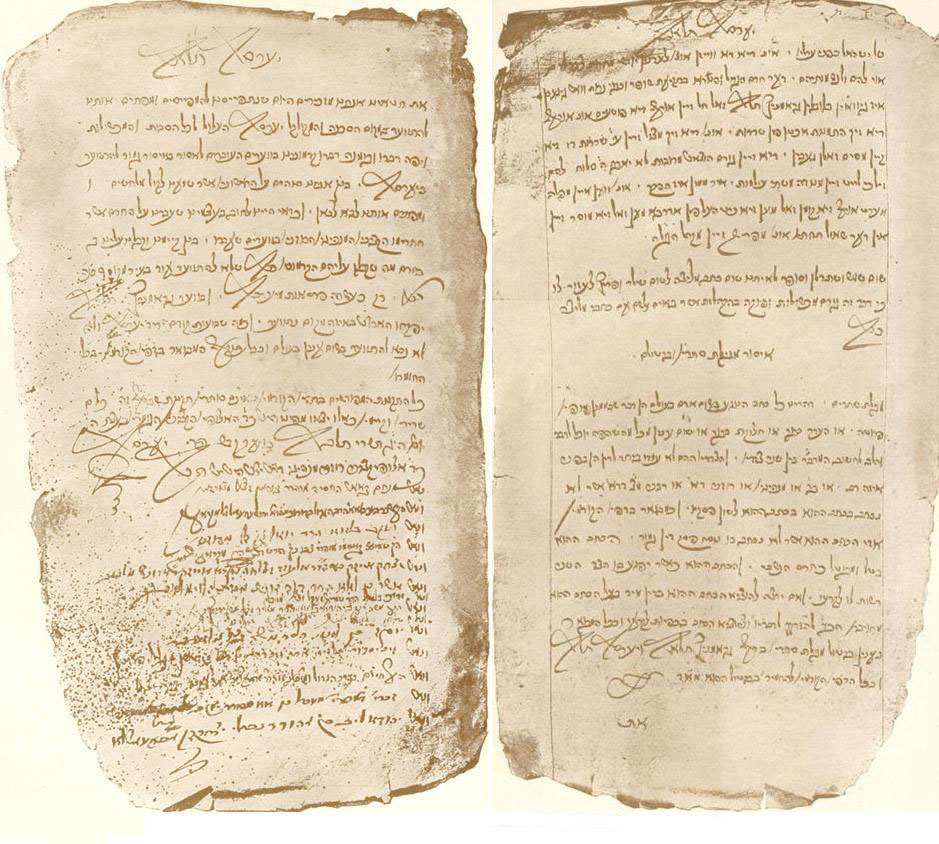
Akta Sejmu Czterech Ziem

Sejm Czterech Ziem, Sejm Czterech Ziemstw (hebr. ‏ועד ארבע ארצות‎, Wa‘ad Arba‘ Aracot), pierwotnie Sejm Trzech Krajów (Waad Szalosz Medinot) lub Sejm Trzech Ziem (Waad Szalosz Aracot) – centralny organ samorządu Żydów Korony Królestwa Polskiego I Rzeczypospolitej istniejący w latach 1580–1764.

## Nazwa
Powstał jako miejsce spotkań Żydów trzech głównych kahałów Rzeczypospolitej. Nazywał się wtedy Sejmem Trzech Krajów lub Trzech Ziem. Pod koniec XVI w. zmienił nazwę na Sejm Czterech Ziem. Były na nim obecne przedstawicielstwa kahałów Małopolski, Wielkopolski, Litwy i Rusi.
W 1623 wyodrębnił i uniezależnił się Sejm Żydów Litwy. Sejm Czterech Ziem utrzymał nazwę, a reprezentowanymi ziemiami stały się Małopolska (ze stolicą w Krakowie), Wielkopolska (Poznań), Ruś (Lwów) i Wołyń (Ostróg).
Używanie przez Żydów nazwy „sejm” było negatywnie oceniane przez szlachtę. W 1756 i 1764 sejmik województwa lubelskiego domagał się jej zmiany, ponieważ w odróżnieniu od sejmików i sejmów szlacheckich, stanowiących instytucje demokracji szlacheckiej, Sejm Czterech Ziem był niewybieralną reprezentacją żydowskiej oligarchii.

## Kompetencje

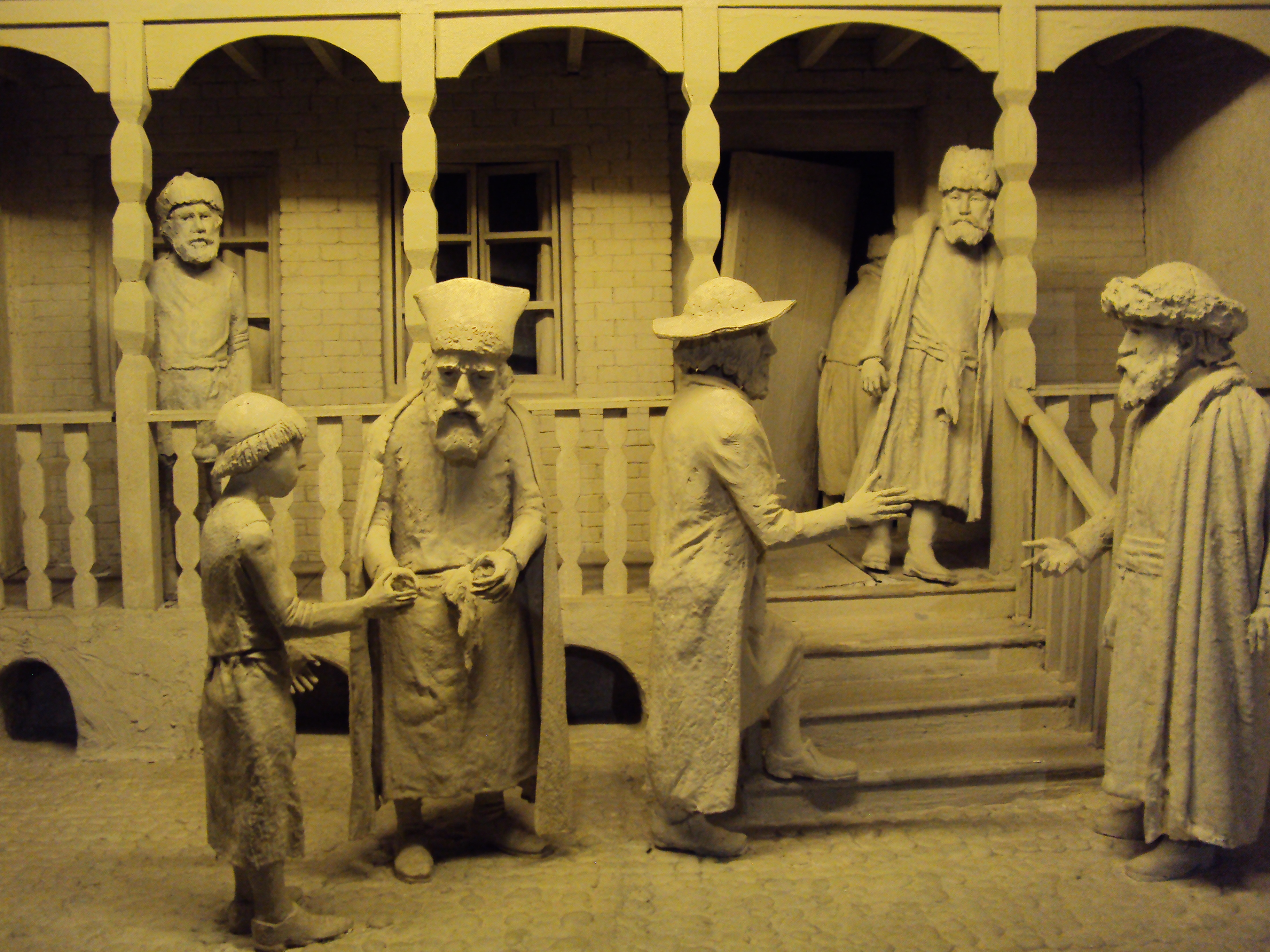
Wyobrażenie Sejmu Czterech Ziem, fragment wystawy stałej w Bet ha-Tefucot

Początkowo jego kompetencje nie były uregulowane. Był on wtedy organizacją podobną do zjazdów żydowskich w Europie Zachodniej. Obradował, podobnie jak centralny sąd rabiniczny, w Lublinie, przy okazji odbywania się jarmarków lubelskich.
W 1581 „starsi żydowscy” otrzymali od sejmu kompetencje fiskalne – mieli zbierać pogłówne od wszystkich Żydów i przekazywać zebrane kwoty podskarbim koronnym i litewskim. Sejm nie określił, w jaki sposób starsi mieli realizować ten obowiązek. Przypuszcza się, że do tego powołali Sejm Czterech Ziem. Został on stabilną organizacją ze stałym finansowaniem i odróżnił się od żydowskich samorządów z innych krajów Europy.
Ściągał wyższe kwoty niż te wymagane przez władze Rzeczypospolitej, a nadwyżkę przeznaczał na własne cele. Przy tym wiedza o jego działalności nie była powszechna. Nie prowadzono scentralizowanej dokumentacji.
Pierwotnie składał się z siedemdziesięciu delegatów kahałów. Obradował zazwyczaj dwa razy do roku w czasie jarmarków w Lublinie i Jarosławiu. Później stał się ciałem samorządowym, miejscem gdzie rozstrzygano sprawy sporne pomiędzy kahałami, uzgadniano wspólne działanie przeciwko zagrożeniom żydowskiej autonomii. Obradom Sejmu w latach 1581–1764 przewodniczyli rabini Kalisza.
W 1764 sejm konwokacyjny zlikwidował Sejm Czterech Ziem, który nie był w stanie uporać się ze ściąganiem podatków od Żydów.